# Gudmund Hatt
Aage Gudmund Hatt (31. oktober 1884 i Vildbjerg, nuværende Herning Kommune – 27. januar 1960 på Frederiksberg) var en dansk arkæolog og kulturgeograf. Han var professor i kulturgeografi ved Københavns Universitet fra 1929 til 1947. Blandt andet som medforfatter til værket Jorden og Menneskelivet spillede han en stor rolle i den danske forskning indenfor hans fagområder i mellemkrigstiden. Hans geopolitiske forestillinger var præget af tanker, der i dag opfattes som racistiske, men ikke var usædvanlige for hans samtid. Under den tyske besættelse af Danmark 1940-45 optrådte han på mange måder som tyskvenlig i offentligheden. Efter krigen blev hans udtalelser erklæret "uværdig national Optræden", og han blev afskediget fra sit professorat i 1947. Som følge af hans aktiviteter under besættelsen betegnes han i Danske Geografiske Forskere som "den mest kontroversielle professor dansk geografi har fostret".

## Karriere
Hatt fødtes i Vildbjerg som søn af den lokale lærer og blev i 1904 student, hvorefter han i 1905 rejste til USA, hvor han arbejdede med kemi og i 1906-07 studerede etnografi ved Harvard-universitetet.
I 1911 giftede han sig med malerinden og etnografen Emilie Demant Hatt, der havde stor interesse for samernes liv.
I 1911 blev han cand. mag. og foretog derefter etnografiske studierejser i Lapland, hvilket blandt andet var med til at danne grundlaget for hans doktordisputats ”Arktiske Skinddragter i Eurasien og Amerika” i 1914, hvori han lagde mærke til snittet i de skinddragter, som de arktiske folk benyttede: Nogle knyttede sig til havfangst, og andre gjorde det nemmere at jage i løs sne i skovene om vinteren. Ud fra dette voksede teorien frem om to kulturlag i de arktiske egne: en indlandskultur og en kystkultur.
I 1919 blev han ansat som underinspektør på Nationalmuseets 1. afdeling (oldtiden), og i 1922-23 ledede han en arkæologisk ekspedition til Vestindien.

## Bopladsudgravninger
I 1920'erne og 1930'erne deltog Hatt i en lang række bopladsudgravninger i Midt- og Vestjylland, blandt andet byhøjen i Ginderup, som han overtog ved Hans Kjærs død i 1932. Hatt var blandt de første inden for dansk arkæologi, som det lykkedes at erkende oldtidshuse, der ikke var ødelagt af ild, idet han begyndte at udgrave områderne mellem husene og ikke kun de enkelte hustomter, som det tidligere havde været kutyme. Det er ligeledes ham, der i sidste øjeblik erkendte digevoldingsagrenes forekomster i Vestjylland som rester efter oldtidsagre og fik en stor del af dem indmålt, inden de endegyldigt gik tabt ved hedens opdyrkning.

## Jorden og Menneskelivet
Sammen med vennen Martin Vahl skrev han i 1924-27 firebindsværket Jorden og Menneskelivet. Her skrev Hatt de kulturgeografiske afsnit, mens Vahl stod for de naturgeografiske. Bøgerne fik stor udbredelse og endnu i 1960'erne var de pensum på geografistudiet (og på etnografistudiet på Aarhus Universitet).

## Gudmund Hatts racisme
I dag virker Hatts skrifter og analyser bemærkelsesværdige for deres racistiske tankegang. I 1938 skrev han således om "Negrenes fortrinlige Underklasseegenskaber". Hatt opererede ofte med klare raceinddelinger af mennesker, inklusive underopdelinger som "nordisk race" og "jøder", og betjente sig også af racestereotyper og inddeling i racehierarkier. Han mente, at der var forskel på menneskeracerne baseret på de omgivelser, der havde formet dem. F.eks. mente han i 1934, at jøderne med deres 2.000 års bytilværelse var tilpasset bylivet bedre end andre racer, hvilket igen kunne tænkes at ligge bag disse andre racers antisemitisme. I 1940 betegnede han jøderne som et "internationalt finansoligarki".
Sådanne holdninger var imidlertid ikke så usædvanlige i samtiden. Hatts synspunkter var på dette punkt ikke anderledes end hans forgængere, Ernst Løfflers og Hans Peder Steensbys. De racistiske beskrivelser i værket Jorden og Menneskelivet var således ofte taget direkte fra Løfflers arbejde.

## Holdning til Tyskland før og under besættelsen
I forbindelse med arbejdet på Jorden og Menneskelivet blev Hatt optaget af mere politiske overvejelser. Han var inspireret af den tyske geograf Friedrich Ratzel og dennes geopolitiske tilgang. Ratzel formulerede som den første begrebet Lebensraum, der senere udgjorde en vigtig del af grundlaget for den nazistiske ideologi. Uden at være nazist skrev Hatt i 1930'erne om begrebet "Livsrum", hvor han mente, at "livskraftige Folk" måtte udbrede deres herredømme over kloden for at skaffe afsætningsmarkeder og adgang til råstoffer. Han betragtede derfor kolonier som nødvendige for de europæiske lande.
Ud fra geopolitiske betragtninger havde Hatt allerede i mellemkrigstiden udtrykt støtte til Tyskland. Han holdt fra anden halvdel af 1930'erne en række radioforedrag om geopolitiske emner, og i 1939 blev han ansat i Det Berlingske Hus for at rette op på dets hidtidige antityske linje. Hatt mente, at Danmark bedst sikrede sin overlevelse som småstat ved at læne sig op ad Tyskland. Han betragtede den tyske besættelse af Danmark i 1940 som forståelig og støttede den danske regerings samarbejdspolitik med besættelsesmagten. I 1940 var han på regeringens opfordring medstifter af Dansk-Tysk Forening. Han holdt en stribe radioforedrag under besættelsen, som forklarede tysk udenrigspolitik. Han mente, at tysk krigssejr var ønskværdig, fordi et stærkt Tyskland ville være en modvægt over for de britiske og amerikanske stormagter, og alternativet ville blive et sovjetisk domineret Europa. Derfor opfattede han det tyske nederlag ved Slaget om Stalingrad, der var en af 2. verdenskrigs vendepunkter, som en tragedie.
Ved Befrielsen den 5. maj 1945 blev han arresteret og interneret indtil den 13. maj. Han blev senere stillet for en tjenestemandsdomstol, der erklærede hans tyskvenlige udtalelser under 2. verdenskrig for "uværdig national Optræden". Hatt blev afskediget fra universitetet, dog med fuld pension. Han blev også slettet af Kraks Blå Bog. Han blev fagligt mere isoleret, men fortsatte med at udgive flere arbejder indenfor arkæologien. I 1959 udgav Jysk Arkæologisk Selskab et nummer af tidsskriftet Kuml til ære for ham i anledning af hans 75-års fødselsdag. Han døde tre måneder senere.
Hans aktiviteter under besættelsen førte til, at han i værket "Danske geografiske forskere" fra 1999 blev kaldt "den mest kontroversielle professor dansk geografi har fostret".

## Forfatterskab i udvalg
- Martin Vahl og G. Hatt: Jorden og Menneskelivet; I-IV; København 1922-1927
- Gudmund Hatt: "To bopladsfund fra den ældre jernalder"; Aarbøger for nordisk Oldkyndighed og Historie 1928, s. 219-260.
- Gudmund Hatt: "En Brændtomt af et Jernaldershus paa Mors"; Aarbøger for nordisk Oldkyndighed og Historie 1930, s. 83-118.
- Gudmund Hatt: "Prehistoric fields in Jylland"; Acta Archaeologica II, 1931; s. 117-159
- Gudmund Hatt: "En jernalders hustomt i Troldtoft, Vind sogn"; Aarbøger for nordisk Oldkyndighed og Historie 1935, s. 47-57.
- Gudmund Hatt: "Jernalderbopladsen ved Ginderup i Thy"; Nationalmuseets Arbejdsmark 1935, s. 37-51.
- Gudmund Hatt: "Oldtidens Landsby i Danmark"; Fortid og Nutid IX, 1936; s. 97-129
- Gudmund Hatt: "STILLEHAVSPROBLEMER" (Det kgl. danske geografiske Selskabs kulturgeografiske Skrifter. Bd. 1). H. Hagerups Forlag, 1936
- Gudmund Hatt: "Landbrug i Danmarks Oldtid"; Udvalget for Folkeoplysningens Fremme. Folkelæsning Nr. 367. Aargang 1937
- Gudmund Hatt: Afrika og Østasien. Kolonispørgsmaalene; »Radiobøgerne«s Forlag, København 1938
- Gudmund Hatt: "Jernalders bopladser i Himmerland"; Aarbøger for nordisk Oldkyndighed og Historie 1938, s. 119-266.
- Gudmund Hatt: "En Boplads fra Germansk Jernalder i Oksbøl"; Fra Ribe Amt 1948, s. 36-59.
- Gudmund Hatt: "Nørre Fjand, An Early Iron-Age Village Site in West Jutland"; Arkæologisk-kunsthistoriske Skrifter udgivet af Det Kongelige Danske Videnskabernes Selskab, Bind 2, no. 2; 1957.
- E. Cecil Curwen & Gudmund Hatt: Plough and Pasture. The early History of Farming; New York 1953.

### På internettet
- Gudmund Hatt: "Om Brugen af Garvemidler hos Naturfolkene" (Geografisk Tidsskrift, Bind 21; 1911)
- Gudmund Hatt: "Lappiske Slædeformer" (Geografisk Tidsskrift, Bind 22; 1913)
- Gudmund Hatt: "Mokkasiner" (Geografisk Tidsskrift, Bind 22; 1913)
- Gudmund Hatt: "Om den kunstige Formning af Barnehovedet hos de skandinaviske Lapper" (Geografisk Tidsskrift, Bind 22; 1913)
- Gudmund Hatt: Arktiske Skinddragter- i Evrasien Og Amerika. En etnografisk Studie; København, F. H. Schultz Forlagsboghandel, 1914
- Gudmund Hatt: "Agervandingen i Gudbrandsdalen" (Geografisk Tidsskrift, Bind 23; 1915)
- Gudmund Hatt: "Kyst- og Indlandskultur i det arktiske" (Geografisk Tidsskrift, Bind 23; 1915)
- Gudmund Hatt: "Rensdyrnomadismens Elementer" (Geografisk Tidsskrift, Bind 24; 1918)
- Gudmund Hatt: "Menneskeracerne og deres Udbredelsesmuligheder" (Geografisk Tidsskrift, Bind 31; 1928)
- Gudmund Hatt: "Menneskeracerne og deres Udbredelsesmuligheder (afslutning)" (Geografisk Tidsskrift, Bind 31; 1928)
- Gudmund Hatt (anmeldelse af): "Therkel Mathiassen: Archaeology of the Central Eskimos; I. Descriptive part; II. The Thule culture and its position within the Eskimo culture; Gyldendalske Boghandel, Kjøbenhavn 1927" (Geografisk Tidsskrift, Bind 31; 1928)
- Gudmund Hatt: "Begrebet „Mellemeuropa"." (Geografisk Tidsskrift, Bind 32; 1929)
- Gudmund Hatt (anmeldelse af): "Dr. Hans F. K. Günther: Rassenkunde des deutschens Volkes. Vierzehnte umgearbeitete Auflage; Lehmanns Verlag, München 1930" (Geografisk Tidsskrift, Bind 34; 1931)
- Gudmund Hatt: "Notes on the archaeology of Santo Domingo" (Geografisk Tidsskrift, Bind 35; 1932)
- Gudmund Hatt: "Oltidsagre" (Historie/Jyske Samlinger, Bind 5. række, 1; 1932)
- Gudmund Hatt: "Oldtidsagre i Ribe Amt" (Fra Ribe Amt 1934; s. 387-405) (Webside ikke længere tilgængelig)
- Gudmund Hatt: "Jylländskt bondeliv under äldre järnåldern" (Nordisk Familjeboks krönika 1939; s. 463-469)
- G(udmund). Hatt: "En Boplads fra Germansk Jernalder i Oksbøl" (Fra Ribe Amt 1948; s. 36-59) (Webside ikke længere tilgængelig)
- Gudmund Hatt: "Oldtidsagre" (Det Kongelige Danske Videnskabernes Selskab, Arkæologisk-Kunsthistoriske Skrifter, Bind II, Nr. 1; København 1849) Arkiveret 3. marts 2017 hos  Wayback Machine Kortbilag Arkiveret 3. marts 2017 hos  Wayback Machine

### Anmeldelser
- C.G.Feilberg (anmeldelse af: E. Cecil Curwen & Gudmund Hatt: Plough and Pasture. The early History of Farming; New York 1953)